# Вишневе (Федоровський район)
Вишне́ве (каз. Вишневый) — село у складі Федоровського району Костанайської області Казахстану. Адміністративний центр Вишневого сільського округу.
Населення — 339 осіб (2021; 581 у 2009, 778 у 1999, 1014 у 1989).
У радянські часи село називалось Вишневий.